# Покровка (Сахалінська область)
Покровка (рос. Покровка) — село у Долинському міському окрузі Сахалінської області Російської Федерації.
Населення становить 541 особа (2013).

## Історія
З 1905 по 3 вересня 1945 року у складі губернаторства Карафуто Японії, відтак у складі Долинського міського округу Сахалінської області.

## Населення
| 1925 | 1935 | 2002 | 2010 | 2013 |
| ---- | ---- | ---- | ---- | ---- |
| 131  | ↗222 | ↗658 | ↘572 | ↘541 |